# Massimo Dutti
Massimo Dutti is een Spaanse winkelketen met ruim 700 winkels verspreid over meer dan 29 landen. Oorspronkelijk begonnen als een bedrijf voor herenkleding biedt Massimo Dutti sinds 2006 ook vrouwenkleding, kinderkleding, modeaccessoires en cosmetica aan.
In 1991 verkreeg Inditex 65% van de aandelen alvorens het bedrijf volledig op te nemen.
De kantoren van Massimo Dutti zijn gevestigd in Barcelona, Spanje. Inditex is gevestigd in Arteixo. In 2011 opende Massimo Dutti zijn eerste Nederlandse vestiging in Den Haag, inmiddels zijn er zeven vestigingen in heel Nederland. In België zijn 22 filialen van Massimo Dutti. 